# Mestni štab za teritorialno obrambo Ljubljane
Mestni štab za teritorialno obrambo Ljubljane je bil mestni štab (na stopnji pokrajine) Teritorialne obrambe Republike Slovenije.

## Zgodovina
Štab je bil ustanovljen 25. decembra 1979 z Odredbo poveljnika Teritorialne obrambe o ustanovitvi pokrajinskih in mestnega štaba št. SZ 61/163-79, katero je izdal takratni poveljnik TO Slovenije generalmajor Branko Jerkič.
Nadzoroval je delo naslednjih občinskih štabov: Ljubljana Bežigrad, Ljubljana Center, Ljubljana Moste-Polje, Ljubljana Vič-Rudnik in Ljubljana Šiška.
PŠTO je bil ukinjen konec septembra 1990 z reorganizacijo takratne TO RS in MSNZ.